# Pont d'Ordino

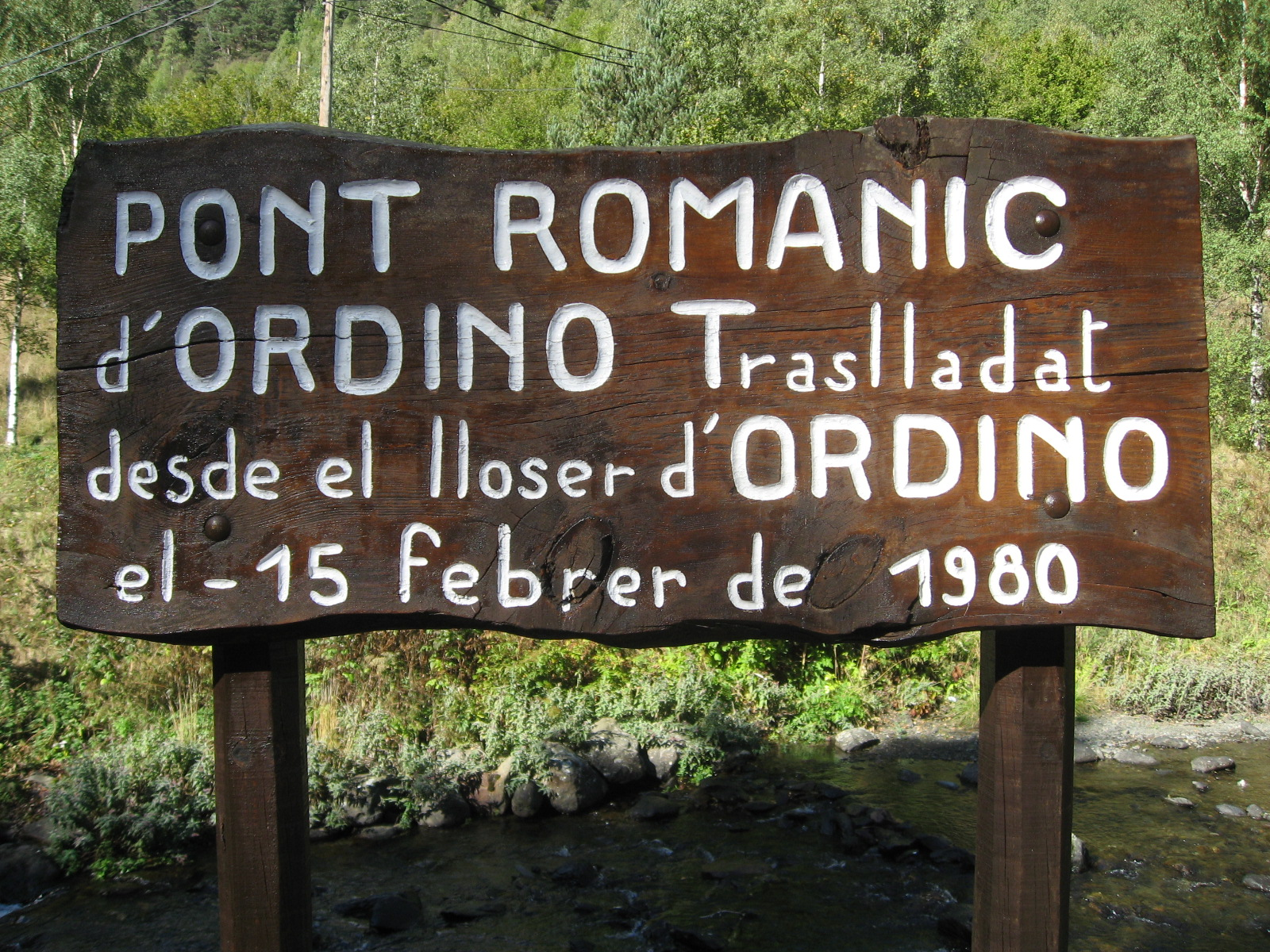
Cartell del pont d'Ordino

El pont d'Ordino és un pont d'origen romànic dins la parròquia d'Ordino d'un sol arc sobre el riu de la Valira del Nord, en l'antic camí que unia les poblacions andorranes d'Ordino amb el Serrat.
El 15 de febrer de 1980 va ser traslladat definitivament des del Lloser d'Ordino fins a l'actual emplaçament, més al nord per sobre el poble de Llorts perquè en la situació original l'afectaven les obres d'ampliació de la carretera. El seu perfil és d'esquena d'ase, té calçada empedrada i una petita muralleta.